# Whose Line Is It Anyway?
Whose Line Is It Anyway? är en TV-serie som går ut på att fyra skådespelare improviserar scener, sketcher och sånger utefter givna regler och förutsättningar.
Serien startade i Storbritannien, först 1987 som radioprogram. 1988 gick programmet från radio till tv och exporterades till USA 1998. Den amerikanska versionen producerades mellan 1998 och 2003. ABC ställde in produktionen 2003, men valde att sätta ihop avsnitt med hjälp av tidigare bortklippta scener från seriens gång. De avsnitten premiärsändes på ABC Family under 2005-2007. 
År 2013 började amerikanska TV-kanalen CW att visa nya avsnitt, med komikern och skådespelerskan Aisha Tyler som ny programledare. 
Programledare i de brittiska versionerna, både radio och TV, var Clive Anderson. I den första amerikanska versionen var Drew Carey värd.
1998 gjordes en säsong av en svensk variant, "Vad sa jag nu då?", på Kanal 5. Medverkade i den gjorde Jonas Karlsson, Figge Norling, Roger Westberg och Vanna Rosenberg m.fl.

## Ofta förekommande improvisatörer
- Colin Mochrie
- Ryan Stiles
- Wayne Brady
- Greg Proops
- Brad Sherwood
- Chip Esten
- Jeff Davies
- Keegan-Michael Key
- Gary Anthony Williams
- Jonathan Mangum
- Kathy Greenwood
- Denny Siegel
- Heather Anne Campbell